# Stenalcidia pseudocculta
Stenalcidia pseudocculta är en fjärilsart som beskrevs av Paul Dognin 1900. Stenalcidia pseudocculta ingår i släktet Stenalcidia och familjen mätare. Inga underarter finns listade i Catalogue of Life.